# Hamada Madi

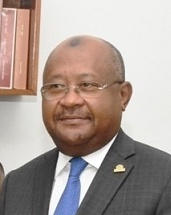
Hamada Madi

Hamada Madi, genannt „Boléro“ (* 1965 in Mohéli), ist ein komorischer Politiker, ehemaliger Premierminister und Interimspräsident.

## Leben
Madi machte seinen Abschluss in Verfassungsrecht in der Ukraine und betätigte sich als politischer Berater, bevor er Generalsekretär der Republikanischen Partei der Komoren wurde.
Bevor er am 29. November 2000 zum Premierminister gewählt wurde, bekleidete er das Amt des Generalsekretärs für Verteidigung und spielte eine wesentliche Rolle bei den Friedensverhandlungen mit Anjouan. Im Januar 2002 ersetzte er Oberst Azali Assoumani als Interimspräsident der Komoren. Aufgrund seiner Herkunft durfte er sich nicht für die Präsidentschaftswahlen im Jahr 2002 bewerben. Nachdem Assoumani im Mai 2002 wieder an die Macht gekommen war, wurde Madi zum Sonderberater ernannt. Im April 2007 wurde ihm die Erlaubnis erteilt, das Land zu verlassen.
Madi lebt derzeit im Exil in Paris.